# Máximo Smith
Máximo Smith (17 de diciembre de 1974) es un deportista argentino que compitió en vela en la clase Soling. Ganó cinco medallas en el Campeonato Mundial de Soling entre los años 2001 y 2010, y dos medallas en el Campeonato Europeo de Soling en los años 2007 y 2010.

## Palmarés internacional
| Campeonato Mundial | Campeonato Mundial           | Campeonato Mundial | Campeonato Mundial |
| Año                | Lugar                        | Medalla            | Clase              |
| ------------------ | ---------------------------- | ------------------ | ------------------ |
| 2001               | San Isidro (Argentina)       | Medalla de oro     | Soling             |
| 2004               | Porto Alegre (Brasil)        | Medalla de oro     | Soling             |
| 2006               | Annapolis (Estados Unidos)   | Medalla de bronce  | Soling             |
| 2008               | Scarlino (Italia)            | Medalla de plata   | Soling             |
| 2010               | Porto Alegre (Brasil)        | Medalla de plata   | Soling             |
| Campeonato Europeo |                              |                    |                    |
| Año                | Lugar                        | Medalla            | Clase              |
| 2007               | Arendal (Noruega)            | Medalla de bronce  | Soling             |
| 2010               | La Trinité-sur-Mer (Francia) | Medalla de bronce  | Soling             |

1. ↑  En algunas ediciones del Campeonato Europeo se permitió la participación de regatistas de otros continentes.